# Slovanské kmeny

Současné slovanské státy se znázorněným rozdělením do tří hlavních skupin:
Západní Slované
Východní Slované
Jižní Slované

Slovanské kmeny je souhrnné označení komunit v oblastech obývaných Slovany v raném středověku.
Etnonyma slovanských národů jsou většinou archaická a vysvětlení jejich původu je obtížné z důvodu nedostatku údajů, které by mohly pomoci osvětlit jejich etymologii.
Nejstarší označení Venedové, zaznamenané poprvé v 1. století našeho letopočtu, nebylo dosud objasněno. Vzhledem k tomu, že se vyskytuje v různých evropských oblastech, lze předpokládat, že se původně týkalo všech indoevropských nomádských kmenů jižně od Baltského moře a označení se po několika staletích přešlo na Slovany pocházející ze stejného kmene. Samotní Slované ovšem toto jméno nepoužívali.
Stejně tak označení Slované má neznámý původ i etymologii. Nejčastěji ho vědci odvozují od indoevropského základu k'leu- (proudit). Z toho však nelze vyvodit závěr, že byl jejich původní domovina ležela na břehu moří, jak je tomu u označení Velétů, zmíněném ve 2. století našeho letopočtu, které obsahuje indoevropské jádro uel- plachta (srov. latinské velum).

## Seznam podle Polské encyklopedie PWN[1]
západní Slované
- Drevané
- Obodrité
- Pomořané
- Chyžané
- Ránové
- Veléti
- Volyňané
- Bobřané
- Redarové
- Třebovlané
- západní Polané
- Mazovšané
- Serbové (Lužičtí Srbové)
- Lužičané
- Ďadošani
- Slezané
- Vislané (Venedové)
- Sandoměřané
- Češi
- Moravané
- Slováci

východní Slované
- Slověni (Novgorodští Slované)
- Kryvičané
- Viatičané (Věntičové)
- Dregovičané
- Radymiči
- Severjané
- Volyňané
- Drevlané
- východní Polané
- Uličané

jižní Slované
- Slovinci
- Chorvati
- Srbové